# FantaSanremo
Il FantaSanremo è un fantasy game basato sul Festival della canzone italiana, consiste nell'organizzare e gestire squadre virtuali formate da cinque degli artisti in gara, di cui uno deve necessariamente essere scelto come capitano. È divenuto un fenomeno nazionale con l'edizione 2022, in cui ha raggiunto il mezzo milione di squadre iscritte e molti degli artisti in gara si sono prestati al gioco, arrivando persino a coinvolgere il conduttore e direttore artistico Amadeus.

## Storia

### 2020: Nascita ed "Edizione Zero"
Il FantaSanremo nasce nel 2020 dall'idea di un gruppo di amici addetti ai lavori del mondo dello spettacolo (musicisti, insegnanti di musica, tecnici del suono) appassionati del Festival di Sanremo, ispiratisi a Fanta Game of Thrones, fantasy game basato sull'omonima serie televisiva. Viene stilato il primo regolamento e coniata la moneta virtuale con cui "acquistare" gli artisti della propria squadra, chiamata "Baudo" in onore del celebre Pippo, icona del Festival con all'attivo il maggior numero di conduzioni.
Alla fine il numero di iscritti è di 47, la quasi totalità dei quali si ritrova al "Bar Corva da Papalina" di Porto Sant'Elpidio, in provincia di Fermo, per assistere assieme alle serate della kermesse. Nonostante l'esiguo numero di squadre e la dimensione "di quartiere", il gioco riesce ad attirare l'attenzione di Rai Radio 2, che all'interno del programma Caterpillar intervista telefonicamente uno dei creatori del gioco prima di ogni serata del Festival.

### 2021: Il passaggio al web
Nel 2021, complice la pandemia di COVID-19 e le relative misure restrittive, il FantaSanremo si trasferisce su internet, con il motto "Un Team, cinque artisti, un capitano!". All'inizio il sito era stato approntato per ospitare un centinaio di squadre, ma l'interesse da parte di figure molto seguite sui social, nonché della lettura del regolamento durante una diretta Instagram da parte di Fedez, danno molta visibilità al gioco, che in pochi giorni vede le squadre iscritte arrivare a 46 962. Visto il repentino successo online, vengono create artisticamente le banconote dei "Baudi", con Pippo sul taglio da 100 e altre storiche figure della rassegna sugli altri: il maestro Beppe Vessicchio sui 50, Mike Bongiorno sui 20 e Raffaella Carrà sui 10.
Nel frattempo comincia ad arrivare anche una prima attenzione mediatica, e l'Amministrazione Comunale di Porto Sant'Elpidio concede al team del FantaSanremo l'utilizzo del cittadino Teatro delle Api (ribattezzato "Apiston") per seguire le dirette del Festival. Durante la settimana sanremese vengono inoltre organizzate dirette sul profilo Instagram del gioco, con ospiti del calibro di Neri Marcorè (direttore artistico del Teatro delle Api) e Paolo Camilli, entrambi portoelpidiensi.
Lo Stato Sociale, Random e Colapesce Dimartino pronunciano la parola "FantaSanremo" sul palco dell'Ariston, mentre tutti gli artisti in gara tranne Max Gazzè lo fanno sui canali digitali, più o meno consapevoli di cosa voglia dire.
La classifica artisti è vinta dai Måneskin con 315 punti, davanti a Lo Stato Sociale (300) e Colapesce Dimartino (285), mentre sono tre i "fantallenatori" a vincere la "Gloria Eterna" messa in palio.

### 2022-2024: L'esplosione del fenomeno
La prima versione del regolamento dell'edizione 2022 è stata pubblicata sul sito del FantaSanremo il giorno di Natale dell'anno precedente, con le quotazioni degli artisti rese pubbliche pochi giorni dopo. Le iscrizioni sono state ufficialmente aperte il 31 dicembre, annunciate con un video corredato dall'iconica voce di Bruno Pizzul. Dopo tre settimane, le squadre iscritte avevano raggiunto quota 100 000, per arrivare a poco più di mezzo milione al termine delle iscrizioni. Radio Italia, che ha pubblicato giornalmente sui propri social aggiornamenti e statistiche relative al gioco, oltre ad articoli dedicati sul proprio sito ufficiale, è stata la radio ufficiale del FantaSanremo 2022. Questo vero e proprio boom ha ovviamente attirato l'attenzione di media e addetti ai lavori, fino ad arrivare a Pippo Baudo in persona.
Tramite i social, moltissimi fan hanno contattato direttamente gli artisti in gara, portando di fatto alla partecipazione attiva degli artisti: a rompere gli indugi la prima sera è Gianni Morandi, che a fine esibizione urla "FantaSanremo!", seguito da Michele Bravi, che cita anche "Papalina", il soprannome del gestore dell'omonimo bar dove il gioco è nato. La seconda serata Sangiovanni prende Amadeus da parte e i due dicono insieme "FantaSanremo" e "Papalina". Con il gioco sdoganato sul palco dell'Ariston, inoltre, l'attenzione mediatica è aumentata fino ad arrivare alle conferenze stampa stesse del Festival.
Dopo le cinque serate, il podio è risultato composto da Emma (525 punti), Dargen D'Amico (395) e Tananai (365). Emma, Highsnob, Hu e Tananai sono stati ospiti della diretta finale sulla pagina Instagram del FantaSanremo, in cui hanno conosciuto in diretta la propria posizione in classifica.
Il giorno dopo la finale, domenica 6 febbraio, Nicolò "Papalina" Peroni e Giacomo Piccinini sono stati ospiti di Mara Venier a Domenica in dopo il tormentone "Un saluto a zia Mara". L'impatto del gioco sulla cultura popolare italiana viene confermato dall'Istituto Treccani, che inserisce la parola "FantaSanremo" tra i neologismi del 2022.
Per l’edizione 2023, le iscrizioni al FantaSanremo partono il 26 dicembre 2022. Anche in questo caso l’esplosione del fenomeno è evidente: in appena 10 giorni le squadre raggiungono e superano quota 500 000, il numero delle squadre iscritte l’anno precedente. Il 21 gennaio, a meno di un mese dall’apertura delle iscrizioni, il numero di squadre iscritte sfonda il milione, raddoppiando il bilancio del 2022, mentre alla fine il totale sarà di 4 212 694 squadre. A vincere la fantacompetizione è stato il vincitore del Festival, Marco Mengoni, con 670 punti, davanti a Sethu (500) e Rosa Chemical (460).
L’edizione 2024 è partita il 27 dicembre 2023 con l’apertura delle iscrizioni. A vincere la fantacompetizione, che anche quest’anno ha superato le 4 200 000 squadre, sono stati i La Sad, con 486 punti. Seguono Dargen D'Amico e la vincitrice del Festival Angelina Mango, rispettivamente con 460 e 420 punti.

### Dal 2025: ilnuovo ciclo
L'edizione 2025 è partita, come l'anno precedente, il 27 dicembre con l'apertura delle iscrizioni. In questa edizione viene leggermente modificato il regolamento, con l'estensione da 5 a 7 cantanti per squadra di cui 5 fanno da titolari e 2 da riserve. Il FantaSanremo 2025, con un totale di più di 5 milioni di squadre iscritte, è stato vinto da Olly (terzo artista ad aggiudicarsi sia il Festival che la fanta competizione dopo i Maneskin e Marco Mengoni) con 475 punti; al secondo posto, come al Festival, Lucio Corsi (440 punti). A completare il podio Sarah Toscano, che ha totalizzato 437 punti.

## Il regolamento
Nel corso delle edizioni, il regolamento ha subito delle modifiche per adattarsi di volta in volta alla nuova dimensione del gioco, sebbene fossero possibili solo fino alla chiusura delle iscrizioni e non durante la competizione.
Il regolamento del FantaSanremo è per certi aspetti simile a quello del fantacalcio, consistente nel creare una squadra virtuale con personaggi reali. In questo caso si tratta di schierare una squadra composta da 5 artisti big partecipanti al Festival di Sanremo (7 a partire dall’edizione 2025, di cui 5 titolari e 2 riserve) uno dei quali deve essere nominato capitano della squadra. Ogni giocatore ha a disposizione 100 baudi, la valuta ufficiale di gioco, per acquistare gli artisti in gara. Ogni artista ha un valore, espresso in baudi, che unito a quello dei colleghi non può andare oltre i 100 baudi. Ogni giocatore può iscrivere la sua squadra in una lega, cioè un insieme di squadre riferite a un singolo iscritto e che poi esprimerà una propria classifica. Ogni iscritto può creare al massimo cinque squadre e iscriverle in massimo 25 leghe.
Il regolamento, inoltre, prevede diversi bonus e malus assegnati a ogni artista in base alla sua performance sul palco del Teatro Ariston, e che andranno a influire sul punteggio che l’artista stesso totalizzerà al termine del Festival.
Al termine della kermesse viene stilata una classifica sia degli artisti in gara, sia delle squadre sia delle leghe. Vincono la “Gloria eterna” l’artista e la squadra che hanno totalizzato il maggior numero di punti.

## Albo d'oro
| Edizione | Anno | Utenti unici | Squadre iscritte | Leghe   | Artista vincitore (numero vittorie) | Punteggio totale artista vincitore | Squadre vincitrici | Punteggio totale squadre vincitrici |
| -------- | ---- | ------------ | ---------------- | ------- | ----------------------------------- | ---------------------------------- | ------------------ | ----------------------------------- |
| -        | 2020 | 47           | 47               | 1       | Piero Pelù (1)                      | 220                                | 1                  | 655                                 |
| 1ª       | 2021 | 46 962       | 46 962           | 2       | Måneskin (1)                        | 315                                | 3                  | 1 325                               |
| 2ª       | 2022 | 500 012      | 500 012          | 24 042  | Emma (1)                            | 525                                | 19                 | 2 200                               |
| 3ª       | 2023 | 1 991 330    | 4 212 694        | 277 854 | Marco Mengoni (1)                   | 670                                | 14                 | 2 696                               |
| 4ª       | 2024 | 2 870 592    | 4 201 022        | 491 994 | La Sad (1)                          | 486                                | 30                 | 2 395                               |
| 5ª       | 2025 | ?            | 5 096 123        | 744 000 | Olly (1)                            | 475                                | 1                  | 2 447                               |

## Statistiche
| Cantante                   | Partecipazioni | 2021            | 2022            | 2023            | 2024            | 2025            |
| -------------------------- | -------------- | --------------- | --------------- | --------------- | --------------- | --------------- |
| Achille Lauro              | 2              | NP              | 9               | Non partecipato | Non partecipato | 11              |
| Aiello                     | 1              | 19              | Non partecipato | Non partecipato | Non partecipato | Non partecipato |
| AKA 7even                  | 1              | NP              | 11              | Non partecipato | Non partecipato | Non partecipato |
| Alessandra Amoroso         | 1              | Non partecipato | Non partecipato | Non partecipato | 29              | NP              |
| Alfa                       | 1              | Non partecipato | Non partecipato | Non partecipato | 10              | NP              |
| Ana Mena                   | 1              | NP              | 22              | Non partecipato | Non partecipato | Non partecipato |
| Angelina Mango             | 1              | Non partecipato | Non partecipato | Non partecipato | 3               | NP              |
| Anna Oxa                   | 1              | Non partecipato | Non partecipato | 28              | Non partecipato | Non partecipato |
| Annalisa                   | 2              | 12              | Non partecipato | Non partecipato | 11              | NP              |
| Ariete                     | 1              | Non partecipato | Non partecipato | 7               | Non partecipato | Non partecipato |
| Arisa                      | 1              | 9               | Non partecipato | Non partecipato | Non partecipato | Non partecipato |
| Articolo 31                | 1              | Non partecipato | Non partecipato | 23              | Non partecipato | Non partecipato |
| BigMama                    | 1              | Non partecipato | Non partecipato | Non partecipato | 5               | NP              |
| Blanco                     | 1              | NP              | 8               | Non partecipato | Non partecipato | Non partecipato |
| Bnkr44                     | 1              | Non partecipato | Non partecipato | Non partecipato | 9               | NP              |
| Bresh                      | 1              | Non partecipato | Non partecipato | Non partecipato | Non partecipato | 20              |
| Brunori Sas                | 1              | Non partecipato | Non partecipato | Non partecipato | Non partecipato | 4               |
| Bugo                       | 1              | 25              | Non partecipato | Non partecipato | Non partecipato | Non partecipato |
| Clara                      | 2              | Non partecipato | Non partecipato | Non partecipato | 30              | 24              |
| Colapesce Dimartino        | 2              | 3               | NP              | 5               | Non partecipato | Non partecipato |
| Colla Zio                  | 1              | Non partecipato | Non partecipato | 22              | Non partecipato | Non partecipato |
| Coma_Cose                  | 3              | 22              | NP              | 8               | NP              | 8               |
| Cugini di Campagna         | 1              | Non partecipato | Non partecipato | 4               | Non partecipato | Non partecipato |
| Dargen D'Amico             | 2              | NP              | 2               | NP              | 2               | NP              |
| Davide Toffolo             | 1              | 18              | Non partecipato | Non partecipato | Non partecipato | Non partecipato |
| Diodato                    | 1              | Non partecipato | Non partecipato | Non partecipato | 17              | NP              |
| Ditonellapiaga             | 1              | NP              | 13              | Non partecipato | Non partecipato | Non partecipato |
| Donatella Rettore          | 1              | NP              | 13              | Non partecipato | Non partecipato | Non partecipato |
| Emma                       | 2              | NP              | 1               | NP              | 6               | NP              |
| Elisa                      | 1              | NP              | 4               | Non partecipato | Non partecipato | Non partecipato |
| Elodie                     | 2              | Non partecipato | Non partecipato | 17              | NP              | 23              |
| Ermal Meta                 | 1              | 5               | Non partecipato | Non partecipato | Non partecipato | Non partecipato |
| Extraliscio                | 1              | 18              | Non partecipato | Non partecipato | Non partecipato | Non partecipato |
| Fabrizio Moro              | 1              | NP              | 21              | Non partecipato | Non partecipato | Non partecipato |
| Fasma                      | 1              | 26              | Non partecipato | Non partecipato | Non partecipato | Non partecipato |
| Fedez                      | 2              | 8               | Non partecipato | Non partecipato | Non partecipato | 21              |
| Fiorella Mannoia           | 1              | Non partecipato | Non partecipato | Non partecipato | 26              | NP              |
| Francesca Michielin        | 2              | 8               | Non partecipato | Non partecipato | Non partecipato | 29              |
| Francesco Gabbani          | 1              | Non partecipato | Non partecipato | Non partecipato | Non partecipato | 9               |
| Francesco Renga            | 2              | 20              | Non partecipato | Non partecipato | 12              | NP              |
| Fred De Palma              | 1              | Non partecipato | Non partecipato | Non partecipato | 23              | NP              |
| Fulminacci                 | 1              | 21              | Non partecipato | Non partecipato | Non partecipato | Non partecipato |
| Gaia                       | 2              | 13              | Non partecipato | Non partecipato | Non partecipato | 17              |
| Gazzelle                   | 1              | Non partecipato | Non partecipato | Non partecipato | 27              | NP              |
| Geolier                    | 1              | Non partecipato | Non partecipato | Non partecipato | 22              | NP              |
| Ghali                      | 1              | Non partecipato | Non partecipato | Non partecipato | 19              | NP              |
| Ghemon                     | 1              | 22              | Non partecipato | Non partecipato | Non partecipato | Non partecipato |
| Gianluca Grignani          | 1              | Non partecipato | Non partecipato | 6               | Non partecipato | Non partecipato |
| Gianmaria                  | 1              | Non partecipato | Non partecipato | 14              | Non partecipato | Non partecipato |
| Gianni Morandi             | 1              | NP              | 7               | Non partecipato | Non partecipato | Non partecipato |
| Gio Evan                   | 1              | 17              | Non partecipato | Non partecipato | Non partecipato | Non partecipato |
| Giorgia                    | 2              | Non partecipato | Non partecipato | 21              | NP              | 10              |
| Giovanni Truppi            | 1              | NP              | 25              | Non partecipato | Non partecipato | Non partecipato |
| Giusy Ferreri              | 1              | NP              | 24              | Non partecipato | Non partecipato | Non partecipato |
| Highsnob                   | 1              | NP              | 5               | Non partecipato | Non partecipato | Non partecipato |
| Hu                         | 1              | NP              | 5               | Non partecipato | Non partecipato | Non partecipato |
| Il Tre                     | 1              | Non partecipato | Non partecipato | Non partecipato | 4               | NP              |
| Il Volo                    | 1              | Non partecipato | Non partecipato | Non partecipato | 7               | NP              |
| Irama                      | 4              | 16              | 18              | NP              | 28              | 22              |
| Iva Zanicchi               | 1              | NP              | 15              | Non partecipato | Non partecipato | Non partecipato |
| Joan Thiele                | 1              | Non partecipato | Non partecipato | Non partecipato | Non partecipato | 26              |
| La Rappresentante di Lista | 2              | 11              | 16              | Non partecipato | Non partecipato | Non partecipato |
| La Sad                     | 1              | Non partecipato | Non partecipato | Non partecipato | 1               | NP              |
| Lazza                      | 1              | Non partecipato | Non partecipato | 7               | Non partecipato | Non partecipato |
| LDA                        | 1              | Non partecipato | Non partecipato | 12              | Non partecipato | Non partecipato |
| Le Vibrazioni              | 1              | NP              | 19              | Non partecipato | Non partecipato | Non partecipato |
| Leo Gassmann               | 1              | Non partecipato | Non partecipato | 27              | Non partecipato | Non partecipato |
| Levante                    | 1              | Non partecipato | Non partecipato | 18              | Non partecipato | Non partecipato |
| Lo Stato Sociale           | 1              | 2               | Non partecipato | Non partecipato | Non partecipato | Non partecipato |
| Loredana Bertè             | 1              | Non partecipato | Non partecipato | Non partecipato | 14              | NP              |
| Lucio Corsi                | 1              | Non partecipato | Non partecipato | Non partecipato | Non partecipato | 2               |
| Madame                     | 2              | 7               | NP              | 20              | Non partecipato | Non partecipato |
| Mahmood                    | 2              | NP              | 8               | NP              | 25              | NP              |
| Malika Ayane               | 1              | 15              | Non partecipato | Non partecipato | Non partecipato | Non partecipato |
| Måneskin                   | 1              | 1               | Non partecipato | Non partecipato | Non partecipato | Non partecipato |
| Maninni                    | 1              | Non partecipato | Non partecipato | Non partecipato | 13              | NP              |
| Mara Sattei                | 1              | Non partecipato | Non partecipato | 24              | Non partecipato | Non partecipato |
| Marcella Bella             | 1              | Non partecipato | Non partecipato | Non partecipato | Non partecipato | 5               |
| Marco Mengoni              | 1              | Non partecipato | Non partecipato | 1               | Non partecipato | Non partecipato |
| Massimo Ranieri            | 2              | NP              | 17              | Non partecipato | Non partecipato | 27              |
| Matteo Romano              | 1              | NP              | 23              | Non partecipato | Non partecipato | Non partecipato |
| Max Gazzè                  | 1              | 22              | Non partecipato | Non partecipato | Non partecipato | Non partecipato |
| Michele Bravi              | 1              | NP              | 10              | Non partecipato | Non partecipato | Non partecipato |
| Modà                       | 2              | Non partecipato | Non partecipato | 25              | NP              | 15              |
| Mr. Rain                   | 2              | Non partecipato | Non partecipato | 9               | 15              | NP              |
| Negramaro                  | 1              | Non partecipato | Non partecipato | Non partecipato | 8               | NP              |
| Nek                        | 1              | Non partecipato | Non partecipato | Non partecipato | 12              | NP              |
| Noemi                      | 3              | 14              | 20              | Non partecipato | Non partecipato | 18              |
| Olly                       | 2              | Non partecipato | Non partecipato | 19              | NP              | 1               |
| Orietta Berti              | 1              | 9               | Non partecipato | Non partecipato | Non partecipato | Non partecipato |
| Paola & Chiara             | 1              | Non partecipato | Non partecipato | 13              | Non partecipato | Non partecipato |
| Random                     | 1              | 4               | Non partecipato | Non partecipato | Non partecipato | Non partecipato |
| Ricchi e Poveri            | 1              | Non partecipato | Non partecipato | Non partecipato | 20              | NP              |
| Rocco Hunt                 | 1              | Non partecipato | Non partecipato | Non partecipato | Non partecipato | 16              |
| Rosa Chemical              | 1              | Non partecipato | Non partecipato | 3               | Non partecipato | Non partecipato |
| Rose Villain               | 2              | Non partecipato | Non partecipato | Non partecipato | 21              | 28              |
| Rkomi                      | 2              | NP              | 12              | Non partecipato | Non partecipato | 25              |
| Sangiovanni                | 2              | NP              | 6               | NP              | 18              | NP              |
| Santi Francesi             | 1              | Non partecipato | Non partecipato | Non partecipato | 24              | NP              |
| Sarah Toscano              | 1              | Non partecipato | Non partecipato | Non partecipato | Non partecipato | 3               |
| Simone Cristicchi          | 1              | Non partecipato | Non partecipato | Non partecipato | Non partecipato | 12              |
| Serena Brancale            | 1              | Non partecipato | Non partecipato | Non partecipato | Non partecipato | 14              |
| Sethu                      | 1              | Non partecipato | Non partecipato | 2               | Non partecipato | Non partecipato |
| Shari                      | 1              | Non partecipato | Non partecipato | 26              | Non partecipato | Non partecipato |
| Shablo                     | 1              | Non partecipato | Non partecipato | Non partecipato | Non partecipato | 5               |
| Tananai                    | 2              | NP              | 3               | 11              | Non partecipato | Non partecipato |
| The Kolors                 | 2              | Non partecipato | Non partecipato | Non partecipato | 16              | 7               |
| Tony Effe                  | 1              | Non partecipato | Non partecipato | Non partecipato | Non partecipato | 18              |
| Ultimo                     | 1              | Non partecipato | Non partecipato | 10              | Non partecipato | Non partecipato |
| Will                       | 1              | Non partecipato | Non partecipato | 16              | Non partecipato | Non partecipato |
| Willie Peyote              | 2              | 6               | Non partecipato | Non partecipato | Non partecipato | 13              |
| Yuman                      | 1              | NP              | 14              | Non partecipato | Non partecipato | Non partecipato |

## Il FantaEurovision
Il FantaEurovision è la variante ufficiale del FantaSanremo dedicata all’Eurovision Song Contest, l’evento non sportivo più seguito al mondo.
Le regole sono praticamente le stesse del FantaSanremo, ovvero l’acquisto di cinque artisti più due riserve da inserire in squadra, uno dei quali deve essere indicato come capitano. Il limite per l’acquisto dei cantanti rimane a 100 monete virtuali (che cambiano nome a seconda dell’edizione). Come nel FantaSanremo, inoltre, gli artisti ricevono bonus e malus durante tutta la durata dell’Eurovision, alcuni dei quali vengono assegnati per le loro performance sul palco, mentre altri possono essere presi per azioni compiute fuori dalle tre serate del concorso.

### Storia

#### Rotterdam 2021
Il primo FantaEurovision viene annunciato il 31 marzo 2021 con un post su Instagram. La moneta virtuale con cui acquistare i rappresentanti dei Paesi in gara diventa per l'occasione il "Drago", un ovvio riferimento all'allora presidente del Consiglio ed ex presidente della Bce Mario Draghi, che campeggia sulla banconota da 100. A vincere saranno i Måneskin con 280 punti, con due squadre vincitrici della fantacompetizione. Al gruppo italiano seguirono Senhit con Flo Rida, in rappresentanza di San Marino, con 235 punti e Maniža, portabandiera della Russia, con 130.
Durante le dirette Instagram, sono stati ospiti Senhit e Luca Tommassini (rispettivamente rappresentante e direttore artistico per San Marino), il maestro Enrico Melozzi (direttore d'orchestra dei Måneskin a Sanremo 2021), Saverio Raimondo ed Ema Stokholma (conduttori italiani dell'Eurovision su Radio2 e, per le semifinali, RaiPlay).

#### Torino 2022
Il sito va online con un annuncio su Instagram il 26 marzo 2022. Cambia la moneta che, in occasione dell'edizione torinese, diventa il "saBaudo": il riferimento è sia alla moneta virtuale del concorso madre, il Baudo, sia alla dinastia che proprio a Torino aveva i suoi possedimenti più importanti, quella sabauda.
A vincere la fantacompetizione furono gli ucraini della Kalush Orchestra, con un totale di 190 punti, davanti ai Subwoolfer, rappresentanti della Norvegia (154 punti) e a Konstrakta, portacolori della Serbia (139).

#### Liverpool 2023
Durante la live finale del FantaSanremo 2023, viene confermata la terza edizione del FantaEurovision. Il 13 marzo 2023 il sito va ufficialmente online, con regolamento scaricabile dal 24. Come già accaduto nelle precedenti edizioni, anche quest’anno la valuta ufficiale del gioco cambia la propria denominazione: Måney, parola ottenuta dalla fusione del termine money (“soldi” in inglese, in riferimento al Paese ospitante l’edizione 2023, il Regno Unito) e del nome del gruppo italiano dei Måneskin, vincitori dell’Eurovision Song Contest 2021.
A vincere la fantacompetizione è stata la Finlandia, rappresentata da Käärijä, con 205 punti totali. Seguono Loreen (Svezia) con 185 punti e Noa Kirel (Israele) con 170.

#### Malmö 2024
Le iscrizioni per il FantaEurovision 2024 sono partite l’8 aprile 2024. Come per le precedenti edizioni, anche quest’anno cambia nome la valuta ufficiale del gioco, che diventa ABBAudo (in riferimento sia alla moneta virtuale del concorso madre, il Baudo, sia al gruppo musicale svedese degli ABBA, a cinquant’anni dalla loro vittoria all’Eurovision Song Contest 1974). 

#### Basilea 2025
Le iscrizioni per il FantaEurovision 2025 sono state aperte il 7 aprile 2025. Come per le precedenti edizioni, anche quest’anno cambia nome la valuta ufficiale del gioco: dato che l’edizione si svolge in Svizzera, il nome scelto per la valuta è Heidi, in onore dell’omonima protagonista della serie televisiva giapponese ambientata in terra elvetica.

### Albo d’oro
| Edizione | Anno | Squadre iscritte | Artista vincitore | Paese vincitore (numero vittorie) | Punteggio totale artista vincitore |
| -------- | ---- | ---------------- | ----------------- | --------------------------------- | ---------------------------------- |
| 1ª       | 2021 | 12 089           | Måneskin          | Italia (1)                        | 280                                |
| 2ª       | 2022 | 108 048          | Kalush Orchestra  | Ucraina (1)                       | 190                                |
| 3ª       | 2023 | 122 605          | Käärijä           | Finlandia (1)                     | 205                                |
| 4ª       | 2024 | N.D.             | Nemo              | Svizzera (1)                      | 230                                |
| 5ª       | 2025 | 73 717           | JJ                | Austria (1)                       | 165                                |